# بازیابی داده
در رایانش، بازیابی داده ها فرآیندی است برای بازیابی داده های حذف شده، غیرقابل دسترسی، گم شده، خراب، آسیب دیده یا فرمت شده از حافظه ثانویه، رسانه‌های جداشدنی یا فایل ها، زمانی که به داده های ذخیره شده در آنها به روش معمول قابل دسترسی نباشد. داده‌ها اغلب از رسانه‌های ذخیره‌سازی مانند درایوهای دیسک سخت داخلی یا خارجی (HDD)، درایوهای حالت جامد (SSD)، درایوهای فلش USB، نوارهای مغناطیسی، سی‌دی، دی‌وی‌دی، زیرسیستم‌های RAID و سایر دستگاه‌های الکترونیکی ذخیره می‌شوند. ممکن است به دلیل آسیب فیزیکی به دستگاه‌های ذخیره‌سازی یا آسیب منطقی به سیستم فایل که از نصب آن توسط سیستم‌عامل میزبان (OS) جلوگیری می‌کند، نیاز به بازیابی باشد.